# Metamorfose (Piet Mondriaan)
Metamorfose is een schilderij van de Nederlandse schilder Piet Mondriaan in het Kunstmuseum Den Haag.

## Voorstelling
Het stelt een stervende chrysant voor met links een zwart gordijn. Van 4 tot 8 maart 1908 hield de Oostenrijkse filosoof Rudolf Steiner een reeks voordrachten voor de Nederlandse Theosofische Vereeniging. Deze werden waarschijnlijk door Mondriaan bijgewoond, want hij zou tot zijn dood een verslag van deze voordrachten in zijn bezit hebben. In 1909 werd hij, op voordracht van de schilder Cees Spoor, lid van de Theosofische Vereeniging.
Het is aannemelijk dat het schilderij Metamorfose geïnspireerd is op theosofische ideeën. Een aanwijzing hiervoor is ook een artikel van kunstcritica Augusta de Meester-Obreen, waarin ze schrijft: ‘in dit bloemstuk trachtte Mondriaan zich langs symbolischen weg te uiten. De gedachte aan dood en leven wilde hij geven met een groote, witte, wegstervende chrysanth, gezien tegen lichten fond naast een zwart gordijn. Als de schim van een skelet in profiel was de bloem, verlept hingen de groene blâren neer, gelijk de knoken armen van een geraamte; en hoog tegen de lijst aan stond daar haar teedervolle, bijna etherische bloemkop, blâren, deels kwijnend langs den stengel gehangen, deels zacht naar binnen toe gebogen’.

## Toeschrijving en datering
Het schilderij is linksonder gesigneerd ‘PIET MONDRIAAN’.